# Augusta Savage
Augusta Christine Fells, conhecida pelo nome de Augusta Savage (Green Cove Springs, 29 de fevereiro de 1892 - Nova York, 27 de março de 1962) foi uma escultora negra estadunidense, associada ao movimento do Renascimento do Harlem. Foi também professora, tendo instruído uma geração de artistas de reputação internacional. Foi também uma grande ativista pelos direitos civis dos negros, em especial no meio artístico.

## Biografia
Augusta nasceu em Green Cove Springs (perto de Jacksonville), na Flórida. Seu pai, Edward Fells, era pastor metodista e sua mãe chamava-se Cornelia Murphy. Desde criança já fazia pequenas figuras de argila, em geral animais. Seu pai, no entanto, lhe batia cada vez que encontrava as peças, pois acreditava que a escultura era uma prática pecaminosa, baseada em sua interpretação da Bíblia a respeito da idolatria de imagens.
Quando a família se mudou para West Palm Beach, Augusta esculpiu uma imagem da Virgem Maria, fazendo seu pai se arrepender das surras dadas na filha e reconhecer seu talento. O diretor de sua nova escola reconheceu e encorajou seu talento e lhe pagou um dólar ao dia para que ela ensinasse modelagem durante seu último ano, começando aí sua longa história com a docência.
Em 1907, Augusta se casou com John T. Moore e sua filha única nasceu no ano seguinte, Irene Connie Moore. John faleceria pouco tempo depois, obrigando Augusta a mudar-se novamente para a casa dos pais, com a filha no colo, ainda fazendo suas esculturas de argila. Nessa mesma época, ela se inscreveu para expôr seus trabalhos em uma feira em Palm Beach, o que lhe rendeu 175 dólares em vendas, um valor bastante alto naquele momento. Em 1915, ela viria a se casar novamente com James Savage, de quem adotou o nome que a deixaria famosa.

## Carreira
O sucesso obtido com seu trabalho a encorajou a se matricular na Cooper Union, uma escola de arte em Nova York, em outubro de 1921. Com apenas 4 dólares no bolso e uma carta de recomendação de Solon Burglum, diretor da Escola Americana para Escultura e superintendente do condado. Ela foi selecionada entre 142 outras mulheres da lista de espera. Suas notas e atuação na escola foram tão altas que ela logo passou para as classes mais avançadas. Sua habilidade e talento impressionaram até mesmo os funcionários da instituição, que levantaram fundos para pagar sua acomodação e necessidades básicas. Sua graduação foi terminada em apenas três anos.
Em 1923, Augusta se inscreveu para o programa de arte de verão, patrocinado pelo governo francês. Apesar de ser mais do que qualificada pelo programa, ela foi desclassificada pelo comitê julgador internacional apenas por ser negra. Muito decepcionada, Augusta questionou o comitê, a primeira de muitas discussões públicas em busca de igualdade na vida e na arte em geral. O incidente ganhou ampla cobertura da mídia dos dois lados do Atlântico e um membro do comitê, o escultor Hermon Atkins MacNeil a convidou para estudar com ele. Posteriormente, Augusta o citaria como sendo um de seus grandes mestres.
Depois de se formar no Cooper Union, Augusta começou a trabalhar em lavanderias em Manhattan para poder sustentar a família. Seu pai ficara parcialmente paralisado após um AVC e a casa da família na Flórida foi destruída por um furacão, por isso eles tiveram que se mudar para seu pequeno apartamento na rua 137 West, em Nova York. Nessa época, ela recebeu sua primeira encomenda, um busto de W. E. B. Du Bois para a Biblioteca do Harlem. A escultura foi um sucesso imediato e Augusta começou a receber encomendas, incluindo um busto de Marcus Garvey. O busto de William Pickens, figura de extrema importância para a Associação Nacional para o Progresso de Pessoas de Cor NAACP, ganhou admiração da comunidade pela forma como Augusta retratava de maneira humana, neutra e natural os afro-americanos, se opondo aos estereótipos de raça da época.
Em 1925, Augusta ganhou uma bolsa de estudos para a Accademia di Belle Arti di Roma. Infelizmente, a bolsa cobria apenas a matrícula e Augusta não conseguiu levantar os fundos necessários para custear sua vida em Roma durante o curso. Logo, sua luta para estudar e seu incrível talento para escultura se espalharam pela comunidade negra de Nova York. Festas beneficentes para custear suas obras começaram a ser feitas no Harlem e no Greenwich Village, e grupos de mulheres e professores da Florida A&M University começaram a enviar-lhe dinheiro para custear seus estudos. Em 1929, com ajuda do Fundo Rosenwald, Augusta conseguiu se matricular e estudar na Académie de la Grande Chaumière, uma escola conceituada de arte em Paris, onde estudou com o escultor Charles Despiau. Seus trabalhos foram expostos e premiados no Salão de Paris, de onde ela partiu em turnê pela França, Bélgica e Alemanha, aproveitando para estudar as esculturas em catedrais e museus das cidades.

## Últimos anos

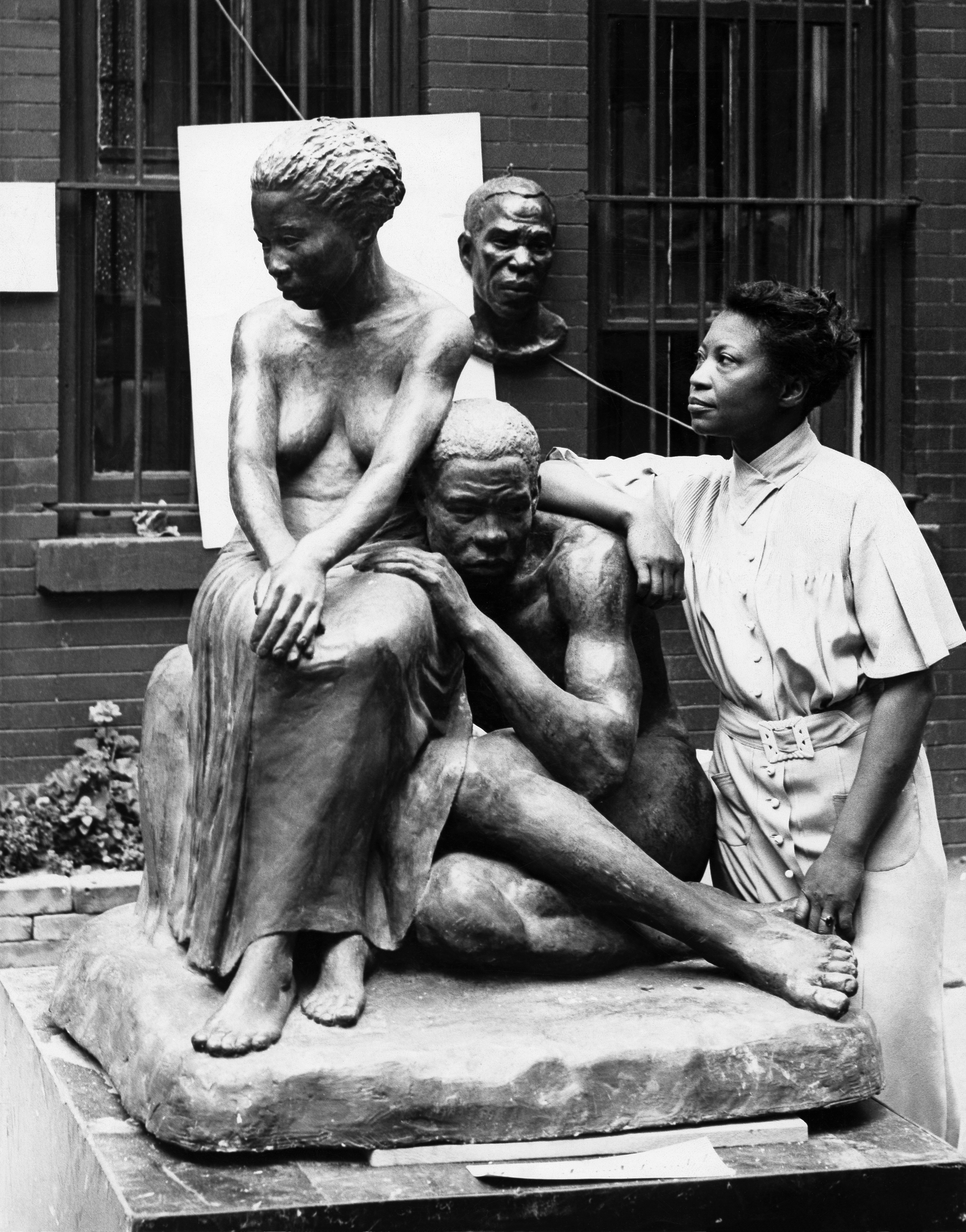
Augusta Savage com uma de suas esculturas para o Projeto Federal de arte, cerca de 1938)

Augusta retornou aos Estados Unidos em 1931, energizada e animada pelos estudos e conquistas obtidas no exterior. Infelizmente, a Grande Depressão de 1929 paralisou duas vendas. Em 1934, ela se tornou a primeira artista negra nos Estados Unidos selecionada para a Associação Nacional de Mulheres Pintoras e Escultoras. Ela então abriu seu estúdio (Savage Studio of Arts and Crafts), no porão do prédio em que morava, na Rua 143, no Harlem. Seu estúdio atendia qualquer aluno interessado em pintura, desenho e escultura. Muitos de seus jovens alunos se tornariam artistas renomados, como Jacob Lawrence, Norman Lewis e Gwendolyn Knight. Outro estudante notório de seu estúdio foi o sociólogo Kenneth B. Clark, cuja pesquisa seria decisiva para a decisão da Suprema Corte, de 1954, Brown v. Board of Education, que decidiu que escolas segregadas por raça era inconstitucional. Seu pequeno estúdio cresceu para ser o Harlem Community Art Center, onde 1500 pessoas de todas as idades e habilidades participavam de workshops, aprendiam com uma equipe multicultural e mostravam seus trabalhos por toda a cidade. Fundos federais auxiliavam na manutenção do centro cultura, mas a discriminação ainda era uma sombra sobre seu trabalho, que objetavam sobre seu papel de liderança na instituição.
Augusta recebeu uma encomenda para a Feira Mundial em Nova York, em 1939, onde ela esculpiu A Harpa, inspirada na música Lift Every Voice and Sing de James Weldon Johnson e Rosamond Johnson. A escultura de 5 metros de altura foi o trabalho mais popular e mais fotografado na feira. Pequenas cópias de metal foram vendidas e cartões postais da peça foram comprados. Augusta não tinha dinheiro para fazê-la em bronze, ou para movê-la e armazená-la. A obra foi destruída com o final da feira.
Augusta abriu duas galerias de arte, onde as exposições eram bem recebidas e visitadas, mas com vendas em baixa, elas logo fecharam. Deprimida por não conseguir se manter financeiramente com arte, Augusta se mudou em 1940 para Saugerties, perto de Woodstock, Nova York, onde permaneceu até 1960, plantando e colhendo cogumelos, falando pouco de sua arte.
A maior parte de seu trabalho era em argila ou gesso, pois bronze era caro demais. Uma de suas obras mais famosas, o busto chamado Gamin, está em exposição permanente no Museu de Arte Americana do Smithsonian, em Washington, D.C.. Seu estilo pode ser descrito como realista, expressivo e muito sensível. Apesar de sua arte ter influenciado toda uma comunidade no Harlem, a localização de grande parte de seu trabalho ainda é desconhecida.

## Morte
A partir de 1945, Augusta deixou de atuar no mundo da arte e parou de trabalhar, caindo no ostracismo. Ainda assim ela dava aulas para crianças e adolescentes, escrevendo também livros infantis. Augusta faleceu em 27 de março de 1962, aos 70 anos, na cidade de Nova Iorque.

## Trabalhos
- Bustos de W.E.B. Dubois e Marcus Garvey
- Gamin
- Tom Tom
- Madona Abstrata
- Envy
- Mulher da Martinica
- Erga sua voz e cante (conhecida como A Harpa)
- Sculptural interpretation of Negro Music[6]

## Links
- Centro Schomburg
- Arquivos do Smithsonian
- Gamin
- PBS: Art Focus
- Artnet
- About.com: Women's History
- Book Rags
- Green Cove Spring
- Hall da Fama da Flórida
- 1939 New York World's Fair